# Andelarrot
Andelarrot är en kommun i departementet Haute-Saône i regionen Bourgogne-Franche-Comté i östra Frankrike. Kommunen ligger i kantonen Vesoul-Ouest som tillhör arrondissementet Vesoul. År 2022 hade Andelarrot 245 invånare.

## Befolkningsutveckling
Antalet invånare i kommunen Andelarrot
| Referens: INSEE |